# Назим Ахтынский
Назим Ахтынский (азерб. Nazım Axtılı), настоящее имя Мухаррам (азерб. Məhərrəm) — азербайджанский поэт XVIII века лезгинского происхождения.

## Творчество
Поэт писал под псевдонимами «Назим Ахты» и «Шаир Ахты». Он был в дружеских отношениях с Молла Панах Вагифом. Любовная лирика Назима создана в классическом стиле. Возвышенный образ влюбленной складывается традиционных художественных средств. В стихотворении «Bir məhliqə» («Одной красавице») единственный путь слияния с возлюбленной лирический герой видит в духовном растворении. Назим также писал газели. В его газелях ярко звучат любовные, социальные и дидактические мотивы. Им характерна композиционная и тематическая монолитность. Они не делиться на композитные гнёзда.
Каждая из них содержит один мотив, вокруг которого концентрируется изобразительные средства и при помощи которых данный мотив передается от одного бейта к другому. В газели «Artıqsan» («Ты лучше») мотив восхваления. Все бейты в центре образуют друг с другом параллели по отношению к данному мотиву. Кроме обращения, редифа, ритма, размера, бейты данной газели соединены и приемом параллелизма. Переходя из бейта в бейт, мотив восхваления меняет только свою словесную оболочку. Связь между бейтами усиливает так же скрытность чувств лирического героя. Обращаясь к возлюбленной, он занят выбором художественных средств для её воспевания.
Монолитность характерна и в газели «Mərhəba» («О какая радость»). В ней главное место занимает восторг лирического героя. В газели «Tərk dünya eynəyib sığınmışam mövlaya mən» («От мира отдалившись, к Аллаху я приблизился») выражено недовольство поэта мирозданием , его жалобы на время. Он не находит себе места в мире, что приводит его к отчуждению от окружающего мира. Информация, содержащая мотив отчуждения от мира, духовного одиночества и находящаяся перед субъектом, в газели постепенно концентрируется в субъекте, который, оставляя мир, подчиненный законам стихии, уходит к себе и остаётся одиноким.
Назим писал газели и дидактикто-назидательного характера. В них поэт осуждает человеческие пороки. Объектом его внимания в газели «İstər» («Захочет») становится человек сущность которого складывается из пороков. Газель строится в соотношении таких антонимических слов, как верность — неверность, удобство — мучение, вежливый — невежливый, стыдливый — бесстыжий и другие. 
Осуждению человеческих пороков посвящена и газель «Nə faidə» («Какая польза»). Эта газель повествует о человеке, которому присуща не только отрицательные черты, но и некоторые положительные. Однако, плохое в нем преобладает над хорошим. Создавая свои произведения в традиционных жанрах и в классическом стиле, Назим Ахтынский ставит проблемы, связанные с реальной жизнью, с бытом народа. Резко осуждая человеческие пороки общественных правопорядок, поэт мечтает о царстве добра и гармонии человека и общества.  